# Estigmene femina
Estigmene femina là một loài bướm đêm thuộc phân họ Arctiinae, họ Erebidae.